# David Rakowski
David Rakowski (St. Albans (Vermont), 1958) is een Amerikaans componist, muziekpedagoog en trombonist.

## Levensloop
Rakowksi speelde in de High School band in St. Albans en in het stedelijke harmonieorkest trombone. Verder musiceerde hij in een rockband Silver Finger en speelde daar toetsinstrumenten. Toen bewerkte hij al popsongs, om ze met zijn band uit te voeren. Hij studeerde aan het New England Conservatory te Boston (Massachusetts), waar hij zijn Bachelor of Music behaalde, aan de Princeton-universiteit in Princeton (New Jersey), waar hij zijn Master of Fine Arts behaalde en tijdens de zomercursussen in Tanglewood. Zijn docenten waren onder anderen: Robert Ceely, John Heiss, Milton Babbitt, Paul Lansky, Peter Westergaard en Luciano Berio. Aan de Stanford-universiteit promoveerde hij tot Ph.D. (Philosophiæ Doctor).
Hij werd docent aan de Columbia-universiteit in New York voor zes jaar. Vervolgens werd hij professor voor compositie aan de Brandeis University in Waltham (Massachusetts). Hij was eveneens gast-docent aan de Harvard-universiteit in Cambridge (Massachusetts) en aan het New England Conservatory te Boston (Massachusetts).
Als componist werd hij vele malen onderscheiden met bijvoorbeeld de Prix de Rome, de Academy Award van de American Academy of Arts and Letters, de Barlow Prize (2006), de Elise L. Stoeger Prize van de kamermuziek gezelschap van het Lincoln Center en met studiebeursen van de Solomon R. Guggenheim Foundation, de Rockefeller Foundation, de National Endowment for the Arts (NEA), de Tanglewood Music Center en de Broadcast Music, Inc (BMI). Zijn composities Persistent Memory en de Ten of a Kind - Symfonie nr. 2 - een opdracht van de United States Marine Band "The President's Own" - waren in het finale voor de Pulitzerprijs-competitie.
Hij schreef een grote collectie (rond 100) etudes voor piano. Tot zijn oeuvre behoren 3 symfonieēn, vijf concerten, werken voor orkest, harmonieorkest, koren, vocale muziek, muziektheater en kamermuziek.

## Composities

### Werken voor orkest

#### Symfonieën
- 1990-1991 Symfonie nr. 1, voor sopraan en orkest
- 2000 Symfonie nr. 2 (zie: "Werken voor harmonieorkest")
- 2003 Dream Symphony - Symfonie nr. 3, voor strijkorkest

#### Concerten voor instrumenten en orkest
- 1982-1983 Concert, voor viool en kamerorkest
- 1991-1992 Cerberus, voor klarinet en kamerorkest
- 1994-1995 No holds Barred, voor cello en kamerorkest
- 2001-2002 Locking Horns, voor hoorn en kamerorkest
- 2005-2006 Concert, voor piano en orkest
  1. Freely; Vivace
  2. Adagio
  3. Scherzando
  4. Poco andante, quasi adagietto, con gusty; Allegro; Cadenza; Allegro

#### Andere werken voor orkest
- 1982 Elegy, voor strijkorkest
- 1991 Winged Contraption, voor orkest
- 1995 Nothing but the Wind, voor sopraan en orkest
- 1996-1997 Persistent memory, voor kamerorkest (finalist van de Pulitzerprijs competitie in 1999)
  1. Elegy
  2. Variations, Scherzo, and Variations
- 2010 Current Conditions, voor orkest

### Werken voor harmonieorkest
- 2000 Ten of a Kind - Symfonie nr. 2, voor klarinet sectie (Es-, 6 Bes-, alt-, bas-, Bes contrabasklarinet) en harmonieorkest (finalist van de Pulitzerprijs competitie in 2002)
- 2002-2003/2004 Sibling Revelry, voor harmonieorkest
- 2007 Cantina, voor harmonieorkest

### Missen en gewijde muziek
- 1981-1982 Amens and Alleluias, voor gemengd koor

### Muziektheater

#### Balletten
| Voltooid in | titel           | aktes | première | libretto     | choreografie |
| ----------- | --------------- | ----- | -------- | ------------ | ------------ |
| 1996        | Boy in the dark |       | 1997     | Lola Haskins |              |

#### Toneelmuziek
- 2005 The Bacchae, voor strijkkwartet en pauken - tekst: Euripides
- 2009 Hecuba, voor piano kwintet - tekst: Euripides

### Vocale muziek
- 1979 A Refusal to mourn, voor bariton, dwarsfluit, klarinet/basklarinet, altviool, cello, klavecimbel, piano en hoorn (buiten het podium) - tekst: Dylan Thomas
- 1989 Three Songs on poems of Louise Bogan, voor sopraan en piano
- 1989-1990 Six Bogan Poems, voor sopraan, strijkorkest, harp en celesta
- 1990 Musician, voor zangstem, viool en piano - tekst: Louise Bogan
- 1991 Three Encores, voor middenstem en piano
- 1991 O Rhode Island, voor zangstem en piano - tekst: Tom Chandler
- 1993 A loose Gathering of Words, voor sopraan en kwintet - tekst: Joseph Duemer, Louise Bogan, Wallace Stevens, Tom Chandler
- 1994 Silently, a wind goes over, voor sopraan en piano - tekst: Joseph Duemer, April Bernard, Robert Louis Stevenson, Wallace Stevens
- 1995 The burning Woman, the Physics of witches and last dance, voor mezzosopraan, klarinet en piano - tekst: Joseph Duemer
- 1995 Weather Jazz, voor hoge stem en Pierrot ensemble of zangstem en piano - tekst: Joseph Duemer
- 1996 The burning Woman revisited, voor sopraan en klarinet - tekst: Joseph Duemer
- 2000 Georgic, voor sopraan en piano - tekst: Phillis Levin
- 2000 The Gardener, voor sopraan, klarinet, viool, altviool, cello en piano - tekst: Sophie Wadsworth
- 2000, 2004-2005 Sex Songs, voor sopraan, klarinet, piano en strijktrio - tekst: Sophie Wadsworth, Edna St. Vincent Millay, Ida Thoenkkittupp en Rick Moody
- 2003 Violin Songs, voor sopraan en viool - tekst: Chuileanean, Frost, W.C. Williams, Gluck, Rukeyser
- 2007-2008 Phillis Levin Songs, voor sopraan, dwarsfluit/piccolo, klarinet, piano, viool en cello - tekst: Phillis Levin, zes gedichten: "Caesura", "Acorn", "Promise", "In Praise of Particles", "Letter to the Snow", "On Time"
- 2009 High Def, voor tenor en piano

### Kamermuziek
- 1978 A Fanfare for two dozen trombones whose length was determined by the amount of space remaining in my brown notebook, voor 24 trombones
- 1979-1981 Duet, voor viool en piano
- 1980 Five Bagatelles, voor strijkkwartet
- 1980 Elegy, voor strijkkwartet
- 1984-1987 Slange, voor klarinet, basklarinet, hoorn, piano, viool, altviool, cello en contrabas
- 1986-1988 Imaginary Dances, voor dwarsfluit/altfluit, klarinet/basklarinet, hobo/althobo, viool, altviool, cello, piano en slagwerk
- 1988 Terra Firma, voor Pierrot-ensemble
- 1989 Domino Effect, voor dwarsfluit, klarinet, hobo, piano, harp, 2 violen, altviool, cello en contrabas
- 1991 Diverti, voor klarinet en piano
- 1991-1993 Hyperblue, voor piano trio
- 1993 Firecat, voor dwarsfluit en piano
- 1995 Mento, voor klarinet en piano
- 1995 Two can play that game, voor basklarinet en marimba
- 1995-1996 Sesso e Violenza, voor dwarsfluit/piccolo, dwarsfluit/altfluit, viool, altviool, cello, piano en slagwerk
- 1996 Tight Fit, voor cello en piano
- 1996-1997 Attitude Problem, voor piano trio
- 1996-1998 Dances in the dark, voor pierrot en slagwerk
- 1997 Take Jazz chords, make strange, voor klarinet en strijkkwartet
- 1998 La Roba, voor Pierrot-ensemble
- 1999 Pied à terre, voor viool en piano
- 2000 Gut Reaction, voor klarinet, viool, altviool, cello en piano
- 2000/2003 Martian Counterpoint, voor 25 klarinetten
- 2002 Memorial, voor klarinet, altviool en piano
- 2002 Trompe l'Oeil, voor twee marimba
- 2003 Twofer, voor viool en cello
- 2004 Rule of Three, voor dwarsfluit, klarinet en piano
- 2005 Inside Story (Piano trio nr. 3), voor viool, cello en piano
- 2005 It takes nine to funk, voor 6 klarinetten, 2 basklarinetten en contrabasklarinet
- 2006 Disparate Measures, voor 2 violen, altviool, cello en piano
- 2006 Gli Uccelli di Bogliasco, voor dwarsfluit/piccolo en twee piano's
- 2008 Stolen Moments, voor blaaskwintet, strijkkwartet en piano
- 2009 Mikronomicon (Kamer piano concert), voor solo piano, dwarsfluit, klarinet, viool, cello en slagwerk
- 2009 Ahchim Angae, voor HaeGeum en strijktrio
- 2009 Double Fantasy over twee Spaanse hymnes, voor piano trio
- 2009-2010 "'Cell'Out", voor vier cello's

### Werken voor jazz-ensemble
- 1985 Overdrive, voor 4 trompetten, 2 altsaxofoons, 2 tenorsaxofoons, baritonsaxofoon, 4 trombones, gitaar, basgitaar, piano en drumset

### Werken voor orgel
- 2002/2005 Elegy

### Werken voor piano
- 1990 Crackling Fire, voor piano vierhandig
- 1995 Siren Song, onstinato stuk op het geluid van Italiaanse ambulance wagens
- 2002 Rick's mood
- 2002 Sara, elegy in memory of Sara Doniach
- 2004 Beezle Nose

### Pedagogische werken
- Een groot aantal van etudes voor piano en andere instrumenten